# Palazzo Delfico
Palazzo Delfico si trova a Teramo, nella via intitolata anch'essa a questa storica famiglia teramana: iniziato verso il 1790 dai fratelli Giamberardino e Melchiorre Delfico, fu portato a termine dopo il 1820, per iniziativa di Gregorio De Filippis Delfico e grazie all'intervento dell'ingegnere Carlo Forti.

## Storia
Tre cavalcavia, demoliti poi intorno al 1920, collegavano il palazzo al giardino, che conteneva un piccolo orto botanico, impiantato da Orazio Delfico; vi erano conservati inoltre i numerosi reperti archeologici della collezione riunita da Giamberardino. Tra la fine dell'Ottocento e i primi anni del Novecento il palazzo e il giardino ospitarono feste pubbliche e intrattenimenti musicali; dopo la morte di Troiano (1907) e di Filippo (1908) il palazzo fu progressivamente abbandonato dai discendenti, che preferirono trasferirsi nella tenuta di Montesilvano. Dopo una lunga trattativa, nel 1939 il palazzo fu in parte venduto e in parte donato al comune di Teramo; passato in proprietà della Provincia di Teramo, dal 2004 il palazzo è sede della Biblioteca regionale Melchiorre Dèlfico.